# Бројна
Бројна (њем. Breuna) општина је у њемачкој савезној држави Хесен. Једно је од 29 општинских средишта округа Касел. Према процјени из 2010. у општини је живјело 3.708 становника. Посједује регионалну шифру (AGS) 6633004.

## Географски и демографски подаци
Бројна се налази у савезној држави Хесен у округу Касел. Општина се налази на надморској висини од 292 метра. Површина општине износи 40,5 km². У самом мјесту је, према процјени из 2010. године, живјело 3.708 становника. Просјечна густина становништва износи 92 становника/km².